# Tân Trào, Thanh Miện
Tân Trào là một xã thuộc huyện Thanh Miện, tỉnh Hải Dương, Việt Nam.
Xã Tân Trào có diện tích 7,46 km², dân số năm 1999 là 7218 người, mật độ dân số đạt 968 người/km².

## Đền Từ Ô
Di tích lịch sử Đền Từ Ô đôi khi còn được gọi là đình Từ Ô. Đình làng Từ Ô thờ tướng nhà Đinh Lý Trí Thắng, Tả đạo binh nhung kiêm Tham tán mưu sự, được giao nhậm chức ở Hoan Châu thời Đinh Tiên Hoàng, 3 năm sau được vời về triều phong chức Chưởng ấn nội các. Khi Lê Hoàn lên ngôi, Lý Trí Thắng lại tập hợp lực lượng hợp sức với Đinh Điền, Nguyễn Bặc chiến đấu để giữ ngôi báu của nhà Đinh.